# Гангліонарний горбик

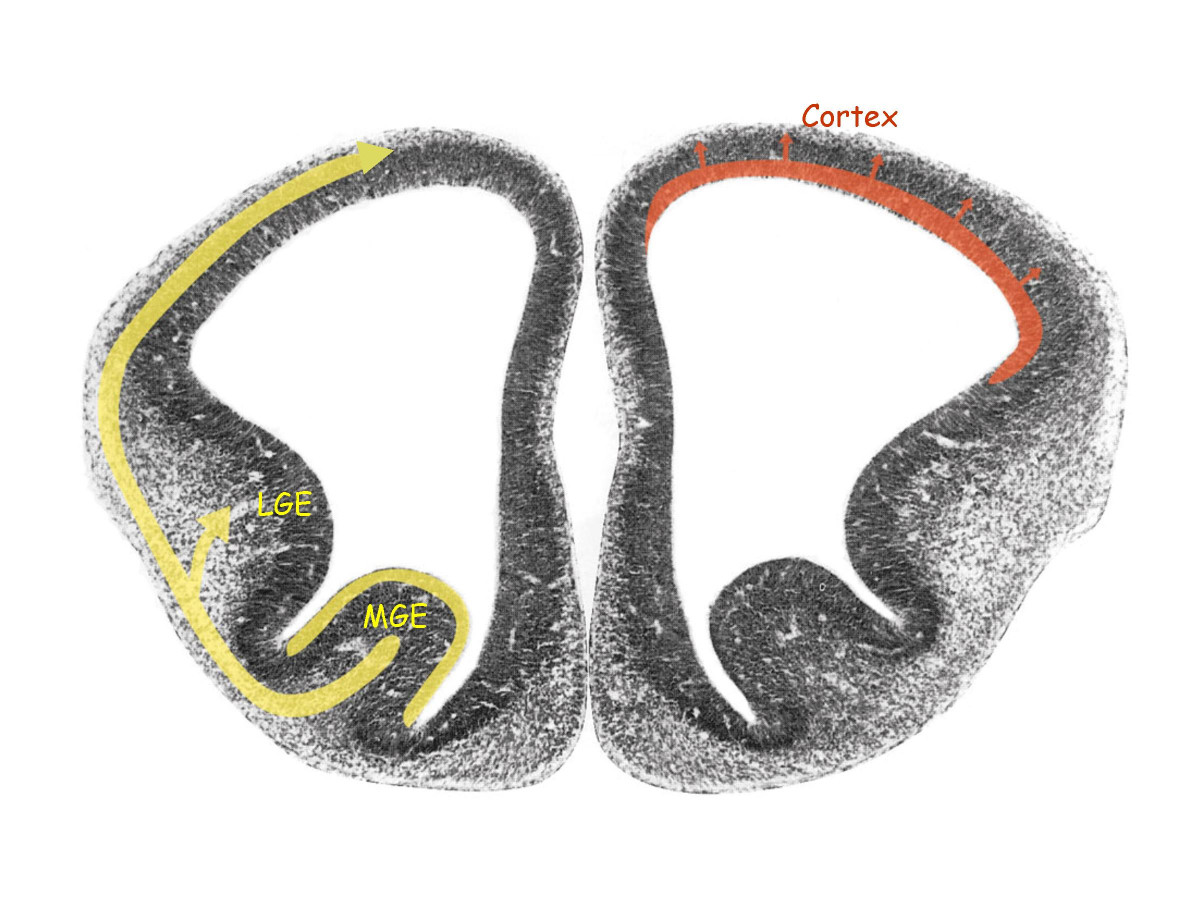
Поперечний зріз мозку миші на 12,5 день розвитку. Відмічений медіальний (MGE) і латеральний (LGE) гангліонарні горбики. ГАМК-ергічні нейрони мігрують до кортікальної закладки (жовта стрілка). Глутаматергічні нейрони (оранжевий колір) виникають локально в корі і мігрують радіально. Людину відрізняє більша пропорція ГАМК-ергічних нейронів, що виникають в кортікальной вентрикулярній зоні, що мігрують до кортексу радіально.

Гангліонарний або гіангліозний горбик (англ. Ganglionic eminence, сокр. GE) — тимчасова структура, присутня в мозку на ембріональной і фетальній стадіях розвитку. Гангліонарний горбик знаходиться у вентральній частині кінцевого мозку, вдаючись до порожнини шлуночків, і є зачатком базальних гангліїв. 
Гангліонарний горбик вносить значний внесок в створення популяції ГАМК-ергічних інтернейронів кори головного мозку. У людини, він також служить джерелом нейронів дорсального таламуса, чий міграційний шлях пролягає через тимчасову структуру — гангліонарно-таламусну тіло (англ. gangliothalamic body, GTB). Він також є проміжною метою для аксонів таламуса, що ростуть на шляху в кору головного мозку, і аксонів кори (на шляху в таламус). 
На другій половині вагітності, гангліонарний горбик виробляє олігодендроцити. 
Зникає горбик тільки після наближення нормального терміну пологів.